# KSV Moorsele
Koninklijke Sport Vereniging Moorsele (KSV Moorsele) is een Belgische voetbalclub uit Moorsele, West-Vlaanderen. De club is aangesloten bij de KBVB met stamnummer 2086.

## Club
Het eerst elftal van KSV Moorsele promoveerde in het seizoen 2024/25 naar Eerste Provinciale. Daarnaast speelt het B-elftal ook in Vierde Provinciale D.
  
KSV Moorsele brengt ook 17 jeugdteams in competitie voor alle verschillende leeftijdsgroepen.

## Resultaten
| Seizoen | Klasse | Klasse | Klasse | Klasse | Klasse | Klasse | Klasse | Klasse | Klasse | Reeks                | Punten                                                   | Opmerkingen                                              |
|         | I      | I      | II     | III    | IV     | P.I    | P.II   | P.III  | P.IV   |                      |                                                          |                                                          |
| ------- | ------ | ------ | ------ | ------ | ------ | ------ | ------ | ------ | ------ | -------------------- | -------------------------------------------------------- | -------------------------------------------------------- |
| 2012/13 |        |        |        |        |        |        |        |        | 6      | Vierde prov. W-Vl. C | 47                                                       |                                                          |
| 2013/14 |        |        |        |        |        |        |        |        | 7      | Vierde prov. W-Vl. C | 42                                                       |                                                          |
| 2014/15 |        |        |        |        |        |        |        |        | 2      | Vierde prov. W-Vl. C | 58                                                       |                                                          |
| 2015/16 |        |        |        |        |        |        |        |        | 6      | Vierde prov. W-Vl. C | 55                                                       |                                                          |
|         | 1A     | 1B     | 1Am    | 2Am    | 3Am    | P.I    | P.II   | P.III  | P.IV   |                      | Vanaf 2016-17 zijn er 3 nationale en 2 regionale niveaus | Vanaf 2016-17 zijn er 3 nationale en 2 regionale niveaus |
| 2016/17 |        |        |        |        |        |        |        |        | 1      | Vierde prov. W-Vl. C | 84                                                       | Kampioen                                                 |
| 2017/18 |        |        |        |        |        |        |        | 7      |        | Derde prov. W-Vl. C  | 52                                                       |                                                          |
| 2018/19 |        |        |        |        |        |        |        | 4      |        | Derde prov. W-Vl. C  | 52                                                       |                                                          |
| 2019/20 |        |        |        |        |        |        |        | 1      |        | Derde prov. W-Vl. C  | 70                                                       | Vroegtijdig stopgezet wegens de coronacrisis             |
| 2020/21 |        |        |        |        |        |        | -      |        |        | Tweede prov. W-Vl. B | -                                                        | Competitie geschrapt wegens de coronacrisis              |
| 2021/22 |        |        |        |        |        |        | 4      |        |        | Tweede prov. W-Vl. B | 53                                                       |                                                          |
| 2022/23 |        |        |        |        |        |        | 5      |        |        | Tweede prov. W-Vl. A | 50                                                       |                                                          |
| 2023/24 |        |        |        |        |        |        | 3      |        |        | Tweede prov. W-Vl. B | 51                                                       |                                                          |
| 2024/25 |        |        |        |        |        |        | 4      |        |        | Tweede prov. W-Vl. B | 52                                                       | Promotie via eindronde                                   |
| 2025/26 |        |        |        |        |        |        |        |        |        | Eerste prov. W.-Vl.  |                                                          |                                                          |